# كأس العالم للأندية لكرة السلة 1981
كأس العالم للأندية لكرة السلة 1981 هو الموسم 14 من كأس القارات لكرة السلة. أشرف على تنظيمه الاتحاد الدولي لكرة السلة، وكان عدد الأندية المشاركة فيه 10، وفاز فيه ريال مدريد لكرة السلة.